# Peredil, Koriukivka
Peredil (în ucraineană Переділ) este un sat în comuna Naumivka din raionul Koriukivka, regiunea Cernihiv, Ucraina.

## Demografie
Componența lingvistică a localității Peredil
     Ucraineană (98,53%)
     Rusă (1,47%)
Conform recensământului din 2001, majoritatea populației localității Peredil era vorbitoare de ucraineană (98,53%), existând în minoritate și vorbitori de rusă (1,47%).